# Cratere Jintur
Jintur è un cratere sulla superficie di Marte.